# Музей Абдула Хариса Насутиона
Музей Абдула Хариса Насутиона, официальное название — Музей великого генерала доктора Абдула Хариса Насутиона (индон. Museum Sasmitaloka Jenderal Besar DR. Abdul Haris Nasution) — музей, находящийся в городе Джакарта, Индонезия. Музей располагается в городском районе «Ментенг» по адресу «Джалан Теуку Умар 40». В музее демонстрируются личные вещи и материалы, связанные с деятельностью национального героя Индонезии генерала Абдула Хариса Насутиона.

## История
Первоначально здание музея было частной резиденцией генерала Абдула Хариса Насутиона, который проживал в нём с 1949 года и до своей смерти 6 сентября 2000 года.
1 октября 1965 года члены прокоммунистического Движения 30 сентября предприняли попытку захватить дом, чтобы похитить генерала Абдула Харриса Насутиона, которому удалось вовремя скрыться от преследователей. После захвата дома члены «Движения 30 сентября» схватили дочь генерала Аде Ирма Суръяни и адъютанта генерала старшего лейтенанта Пьер Тендеан, которые были вывезены за пределы Джакарты и расстреляны.
В 2008 году семья генерала Абдула Хариса Насутиона переехала в другой дом. Музей был открыт 3 декабря 2008 года в присутствии президента Индонезии Сусило Бамбанг Юдойоно.
Музей открыт для бесплатного посещения со вторника по воскресенье с 8:00 до 14:00.